# Рауш, Пётр Александрович
Пётр Александрович Рауш (род. 18 июня 1963) — активист российского анархического и антивоенного движения, историк, публицист. Один из немногих действующих российских анархистов, начинавших политическую деятельность в конце 1980-х годов, таких как Вадим Дамье, Владлен Тупикин, Пётр Рябов и пр.

## Ранняя биография
Родился 18 июня 1963 года, учился в ЛГПИ им. А. И. Герцена, защитил кандидатскую диссертацию по истории, до лета 1990 года работал школьным учителем.

## Общественная деятельность
Один из основателей Ассоциации движений анархистов, соредактор газеты анархистов Питера «Новый Свет» (в 1989—2006 годах).
Участвовал в таких анархических группах, как Анархо-синдикалистская свободная ассоциация (АССА), Маргинальные анархические контр-инициативы (МАКИ), Движение жёсткой анархии (ДЖАН) и Питерская лига анархистов (ПЛА).
C 1988 года систематически участвовал в различных протестных и антифашистских акциях в Ленинграде—Петербурге, во время январских событий 1991 года в Литве отправился в Каунас, во время ГКЧП был на баррикадах в Ленинграде, с марта 2000 по март 2007 года регулярно был соорганизатором еженедельного пикета против политики властей Российской Федерации на Северном Кавказе. Также был организатором и участником одних из первых экоанархических лагерей протеста в России: против Балаковской АЭС (1990), против строительства Горьковской АСТ (1991) и против Ленинградской АЭС в Сосновом Бору (1992).
С 1993 года принимал участие в организации и развитии коммунитарного проекта «Новый путь» в деревне Бочево Бокситогорского района Ленинградской области. Утверждал, что «первоначально одним из мотивов такого рода деятельности выступало стремление обеспечить некий „путь к отступлению“ в условиях катастрофической ситуации в больших городах или в случае начала гражданской войны. Теперь, скорее, это попытка защитить себя от наступления стабилизировавшейся государственной системы и уход от положения, в котором гражданская война не начинается».
В 2005—2007 годах работал на петербургской радиостанции «Свободный голос», а также являлся участником Ассоциации антифашистских организаций Петербурга и Антивоенного комитета. За ряд экологических передач на радио был отмечен на конкурсе «Экостиль — 2006» Санкт-Петербургского отделения Международного Зелёного Креста и Общероссийского движения Зелёных «Родина». В 2007 году наряду с Дмитрием Приговым, Львом Рубинштейном, Михаилом Барщевским и другими деятелями искусства и общественными деятелями принял участие в художественном проекте «Свобода как цитата».
В результате преследований со стороны силовых органов эмигрировал из России, некоторое время жил в Киеве, где принимал участие в деятельности местных анархических групп. Некоторыми анархическими группами в России проводились акции в защиту Петра Рауша. В 2008 году получил статус беженца в Швеции, где и проживает с этого времени.
В связи с задержаниями в 2002—2003 годах в ходе акций анархистов в Санкт-Петербурге и Москве обращался в 2006 году в Европейский суд по правам человека с жалобой на незаконное задержание и жестокое обращение со стороны сотрудников милиции, а также на отсутствие расследования жестокого обращения на внутригосударственном уровне (Petr Aleksandrovich Raush v. Russia, жалоба № 17767/06). В 2016 году суд отказал в дальнейшем рассмотрении этого дела в связи с нарушением сроков подачи документов.
В 2011 году Пётр Рауш покинул Ассоциацию движений анархистов, но продолжил вести анархическую и правозащитную деятельность в эмиграции.

## Комментарии
1. ↑  Анархистами Санкт-Петербурга (Ленинграда) использовалось только данное название города

## Дополнительные источники

### Выступления
- Рауш, Пётр. Из выступлений в дискуссионном клубе «Запад-Запад» : [арх. 02.04.2016] // Архив анархистов Питера. — 2002. — 4 августа. — Дата обращения: 12.06.2020.
- Рауш, Пётр. Альтернативная антиутопия : Место анархии в движениях протеста и сопротивления, направленных на преобразование существующего общества : [арх. 15.06.2020] // Мегарегион. — 2005. — 30 марта. — Дата обращения: 15.06.2020.
- Рауш, Пётр. Проблемы и перспективы международного социального движения : [арх. 17.09.2019] // Мегарегион. — 2006. — 20 июня. — Дата обращения: 12.06.2020.

### Избранные статьи
- Рауш, Пётр. «Власть народа» и право анархии : [арх. 4 марта 2016] // Новый Свет. — 1995. — № 34.
- Рауш, Пётр. Прямое действие, месть, террор : [арх. 4 марта 2016] // Новый Свет. — 1997. — № 40.
- Рауш, Пётр. Вопросы, которых не существует : [арх. 04.03.2016] // Архив анархистов Питера. — 2000.
- Рауш, Пётр. О национальном освобождении : [арх. 04.03.2016] // Архив анархистов Питера. — 2000.
- Рауш, Пётр. Приложение к Магиду : [арх. 04.03.2016] // Архив анархистов Питера. — 2000.
- Рауш, Пётр. Коммунизм и анархия : [арх. 28.04.2014] // Архив анархистов Питера. — 2003.
- Рауш, Пётр. Острие завоеваний : [арх. 11 марта 2016] // Новый Свет. — 2004. — № 57.

### Интервью
- «Никто не обещал, что будет легко» (недоступная ссылка) : [арх. 13.02.2013] // PROTEST. — 2010. — 13 сентября. — Дата обращения: 12.06.2020.
- Валович, Татьяна. Пётр Рауш : Петербургский час программы «Liberty Live» : [арх. 31.10.2016] // Радио Свобода. — 2002. — 7 мая. — Дата обращения: 12.06.2020.
- Куриленко, Александр. В войне с Россией для Украины всё не безнадежно : [арх. 06.06.2020] // ONLINE.UA. — 2016. — 12 августа. — Дата обращения: 12.06.2020.
- Куриленко, Александр. Планы захвата Крыма были до Путина, а для краха России нужен один толчок : [арх. 06.06.2020] // ONLINE.UA. — 2016. — 12 августа. — Дата обращения: 12.06.2020.
- Резунков, Виктор. Продолжатся ли «политические драки» между антифашистами и националистами в Петербурге : [арх. 04.12.2020] // Радио Свобода. — 2006. — 21 сентября. — Дата обращения: 04.12.2020.
- Саидов, Арслан, Резунков, Виктор. Петр Рауш об антифашистском движении в Петербурге : [арх. 01.11.2016] // Радио Свобода. — 2007. — 16 января. — Дата обращения: 20.06.2020.